# Cephalocarpus confertus
Cephalocarpus confertus là một loài thực vật có hoa trong họ Cói. Loài này được Gilly mô tả khoa học đầu tiên năm 1942.